# ロックス (アルバム)
『ロックス』（原題：Rocks）は、アメリカのロックバンド、エアロスミスの4作目となるスタジオ・アルバム。日本の発売元はソニー・ミュージックレコーズ。

## 解説
1970年代のエアロスミスにとって最大のヒット作である。全米チャート最高3位を記録し、日本のオリコンLPチャートでも初のチャート・インを果たした。現在までの売り上げは400万枚以上。「ラスト・チャイルド」（全米21位）、「ホーム・トゥナイト」（全米71位）、「バック・イン・ザ・サドル」（全米38位）の3曲がシングル・ヒットとなった。
ローリング・ストーン誌が大規模なアンケートで選出した『オールタイム・ベストアルバム500』に於いて、176位にランクイン。

## 収録曲
1. Back in the Saddle (バック・イン・ザ・サドル)(4:40)
Words/Music:Steven Tyler, Joe Perry
2. Last Child (ラスト・チャイルド)(3:26)
Words/Music:Tyler, Brad Whitford
3. Rats in the Cellar (地下室のドブねずみ)(3:39)
Words/Music:Tyler, Perry
4. Combination (コンビネイション)(3:40)
Words/Music:Perry
5. Sick as a Dog (シック・アズ・ア・ドッグ)(4:12)
Words/Music:Tyler, Tom Hamilton
6. Nobody's Fault (ノーバディズ・フォールト)(4:25)
Words/Music:Tyler, Whitford
7. Get the Lead Out (ゲット・ザ・リード・アウト)(3:43)
Words/Music:Tyler, Perry
8. Lick and a Promise (リック・アンド・ア・プロミス)(3:05)
Words/Music:Tyler, Perry
9. Home Tonight (ホーム・トゥナイト)(3:18)
Words/Music:Tyler

## カヴァー
- 「バック・イン・ザ・サドル」は、セバスチャン・バック『エンジェル・ダウン』（2007年）で、バックとアクセル・ローズとのデュエットという形でカヴァーされた。
- 「ノーバディズ・フォールト」は、テスタメント『ニュー・オーダー』（1988年）でカヴァーされた。

## 参加ミュージシャン
- スティーヴン・タイラー - ボーカル、アコースティック・ギター、ハーモニカ、ピアノ、ベース、キーボード
- ジョー・ペリー - ギター、スライドギター、六弦ベース（on 1.）、ベース（on 5.）
- ブラッド・ウィットフォード - ギター
- トム・ハミルトン - ベース、ギター（on 5.）
- ジョーイ・クレイマー - ドラムス、パーカッション